# Alchemilla subglobosa
Alchemilla subglobosa — вид квіткових рослин з родини трояндових (Rosaceae). Ареал: Норвегія, Швеція, Німеччина (Баден-Вюртемберг, Баварія, Нижня Саксонія, Саксонія, Тюрінгія), Швейцарія, Австрія, Польща, Чехія, Франція (Вогези, Північні Альпи), Північна Італія (Доломітові Альпи), Естонія, Латвія, Литва; інтродукований до Фінляндії.